# Маашейбаш
Маашейбаш, или Маашей-Баш — горная вершина расположена в Кош-Агачском районе Республики Алтай.

## Описание
Одна из высочайших вершин Алтайских гор. Расположена на Северо-Чуйском хребте. По данным, указанным в Большой советской энциклопедии, высота вершины — 4173 метра, в то время как на топографических картах указывают высоту 4177,7 метра, но само название вершины там не подписано.
С горы спускается ледник Машей и каменные россыпи. Сложен туфами и лавами, глинистыми и кремнистыми сланцами. Южная часть вершины обрывается крутой стеной, а западный склон постепенно снижается до 3600 м.